# Astaillac
 Astaillac  (en occitano Astalhac) es una comuna y población de Francia, situada en la región de Lemosín, departamento de Corrèze, en el distrito de Brive-la-Gaillarde y cantón de Beaulieu-sur-Dordogne.
Su población en el censo de 2008 era de 220 habitantes.
Está integrada en la Communauté de communes du Sud Corrézien.

## Demografía
| 270 | 276 | 250 | 258 | 225 | 220 | 220 |
| Para los censos de 1962 a 1999 la población legal corresponde a la población sin duplicidades (Fuente: INSEE [Consultar]) |     |     |     |     |     |     |